# Конотопський хлібокомбінат
Конотопський хлібокомбінат — підприємство у місті Конотоп Сумської області України.

## Історія

### 1933—1991
Підприємство було побудовано відповідно до першого п'ятирічного плану розвитку народного господарства СРСР і розпочало роботу в 1933 році як великий хлібозавод.
Під час Німецько-радянської війни з вересня 1941 року до 6 вересня 1943 року Конотоп було окуповано німецькими військами. Відступаючи, гітлерівці підірвали всі промислові підприємства (зокрема хлібозавод), проте відновлення підприємства почалося невдовзі після визволення міста.
У 1944 році уряд СРСР додатково виділив на відновлення міста 1112 тис. рублів, із яких 489 тис. призначалося на відновлення підприємств, у результаті в 1944-1945 роки хлібозавод був відновлений у числі перших підприємств.
Надалі хлібозавод було перетворено на хлібокомбінат. У 1967 році за трудові досягнення машиніст хлібокомбінату В. В. Немолот був нагороджений орденом Леніна.
У радянські часи комбінат входив до числа провідних підприємств міста.

### Після 1991р.
Після проголошення незалежності України комбінат перейшов у відання державного комітету харчової промисловості України.
У березні 1995 року Верховна Рада України включила комбінат до переліку підприємств та організацій України, які не підлягають приватизації у зв'язку із загальнодержавним значенням, проте вже у липні 1995 року Кабінет Міністрів України ухвалив рішення про його приватизацію.
Після створення у серпні 1996 року державної акціонерної компанії «Хліб України» комбінат став дочірнім підприємством ДАК «Хліб України».
4 листопада 1997 року Кабінет Міністрів України ухвалив рішення про прискорення приватизації хлібокомбінату, надалі державне підприємство було перетворено на акціонерне товариство.
Власником підприємства стала компанія ТОВ «Юстина-Інвест», але у 2008 році контрольний пакет у розмірі 51 % акцій комбінату було продано фонду «Каскад-Інвест» В. Ю. Хомутинніка.
20 листопада 2012 року Сумське обласне територіальне відділення Антимонопольного комітету України винесло Конотопському хлібокомбінату обов'язкові для розгляду рекомендації утриматися від установлення економічно необґрунтованих, завищених оптово-відпускних цін на хліб та хлібобулочні вироби.
У серпні 2015 року Сумське обласне територіальне відділення АМКУ оштрафувало ЗАТ «Конотопський хлібокомбінат» за економічно необґрунтовані оптово-відпускні ціни на хліб простої рецептури внаслідок завищення витрат на борошно.
17 квітня 2018 року фонд «Каскад-Інвест» продав усі акції комбінату компанії ТОВ «Біоконцепт».

## Сучасний стан
Комбінат виробляє хлібобулочні та кондитерські вироби.